# Jean-Pierre Moga
Jean-Pierre Moga, né le 19 mai 1947, est un homme politique français. Il est élu sénateur de Lot-et-Garonne le 24 septembre 2017,,,.

## Biographie
Il est le suppléant du sénateur Henri Tandonnet de 2011 à 2017,,,,.
Il est conseiller départemental du canton de Tonneins,,,.
Il est vice-président de Val de Garonne Agglomération jusqu'en 2012.
Son ancienne collaboratrice parlementaire saisit les prud’hommes en 2022 pour harcèlement moral, affirmant que le sénateur lui hurlait régulièrement dessus, et licenciement abusif, qui aurait été provoqué par son choix de saisir la cellule anti-harcèlement du Sénat.
Il refuse de soutenir Valérie Pécresse pour l'élection présidentielle de 2022 en dépit des consignes de vote de son parti, l'UDI.
Candidat à sa réélection lors du scrutin de septembre 2023, il n'est pas réélu sénateur.